# (2234) Schmadel
(2234) Schmadel (1977 HD; 1972 GF1) ist ein Asteroid des mittleren Hauptgürtels, der am 27. April 1977 vom deutschen Astronomen Hans-Emil Schuster am Felix-Aguilar-Observatorium (Europäische Südsternwarte) im Nationalpark El Leoncito in der Provinz San Juan in Argentinien (IAU-Code 808) entdeckt wurde.

## Benennung
(2234) Schmadel wurde nach dem deutschen Astronomen Lutz D. Schmadel (1942–2016) benannt, der am Astronomischen Rechen-Institut der Ruprecht-Karls-Universität Heidelberg tätig und an der Herausgabe der Zeitschrift Astronomy and Astrophysics Abstracts beteiligt war. Die verloren gegangenen Asteroiden (1206) Numerowia und (1370) Hella wurden durch seine Berechnungen wiedergefunden.